# Peter Maloney
Peter Maloney (Chicago, 23 november 1944) is een Amerikaans acteur.

## Filmografie

### Cinéma
- 1968: Greetings : Earl Roberts
- 1969: Putney Swope van Robert Downey sr. : Putney's chauffeur
- 1970: Hi, Mom! : Apotheker
- 1975: Capone : Jake Guzik
- 1976: Deadly Hero
- 1979: A Little Romance : Martin
- 1979: Breaking Away : Docteur
- 1979: The Amityville Horror : Newspaper Clerk
- 1980: Hide in Plain Sight : Lee McHugh
- 1980: The Children : Frank
- 1982: der Zauberberg
- 1982: The Thing : George Bennings
- 1985: Desperately Seeking Susan : Ian
- 1986: Manhunter van Michael Mann : Dr. Dominick Princi
- 1988: The Appointments of Dennis Jennings : Dr. Wilson
- 1989: Lost Angels : Dr. Peter Ames
- 1990: Tune in Tomorrow... : Luther Aslinger
- 1991: JFK : Colonel Finck
- 1992: The Public Eye : Federal Watchman
- 1994: Robot in the Family
- 1995: Jeffrey : Dad
- 1996: The Dadshuttle : Senior
- 1996: Extreme Measures : Mr. Randall
- 1996: Thinner : Biff Quigley
- 1996: The Crucible van Nicholas Hytner : Dr. Griggs
- 1997: Private Parts : Onderzoeker
- 1997: Washington Square : Jacob Webber (notaris)
- 1998: The Object of My Affection : Desk Clerk
- 1999: Summer of Sam : Detective Timothy Dowd
- 1999: Curtain Call : Maurice
- 2000: Boiler Room : Dr. Jacobs
- 2000: Requiem for a Dream : Dr. Pill
- 2001: K-PAX : Duncan Flynn
- 2002: Standard Time : Cliff Mendelson
- 2015: As Good As You : Ray

### Televisie
- 1975: Columbo : Artie Podell
- 1979: Sanctuary of Fear : Eli Clay
- 1979: My Old Man : Dierenarts
- 1980: This Year's Blonde : Darryl F. Zanuck
- 1980: Revenge of the Stepford Wives van Robert Fuest : Henry de drogist
- 1981: East of Eden
- 1982: Callahan (serie) : Mustaf
- 1987: The Saint in Manhattan
- 1989: Our Town : Mr. Webb
- 1989: Money, Power, Murder. van Lee Philips (telefilm) : Charlie
- 1992: Citizen Cohn : Ray Kaplan
- 1993: Queen : Perkins
- 1994: Assault at West Point: The Court-Martial of Johnson Whittaker : Captain William Smith Michie
- 1998: Thicker Than Blood'' : James